# Maison de Holstein-Gottorp (Oldenbourg)
La lignée oldenbourgeoise de la maison Holstein-Gottorp, appelée simplement maison de Holstein-Gottorp (en allemand, Haus Holstein-Gottorf), est une branche cadette de la maison de Holstein-Gottorp, elle-même issue de la dynastie des Oldenbourg.
L’ensemble des souverains d’Oldenbourg de cette lignée ont pour ancêtre commun Christian-Albert (1641-1695), duc de Schleswig-Holstein-Gottorp.

## Généalogie des chefs de la maison oldenbourgeoise de Holstein-Gottorp
- Christian-Albert (1641-1695), duc de Schleswig-Holstein-Gottorp 
  -  Frédéric IV (1671-1702), duc de Schleswig-Holstein-Gottorp 
    -  Charles-Frédéric (1700-1739), duc de Schleswig-Holstein-Gottorp, puis de Holstein-Gottorp 
      -  Charles-Pierre-Ulrich (1728-1762), duc de Holstein-Gottorp (tsar Pierre III de Russie) 
        -  Paul (1754-1801), duc de Holstein-Gottorp, puis premier comte d’Oldenbourg (tsar Paul Ier de Russie)
          -  Maison de Holstein-Gottorp-Romanov 

  -  Prince Christian-Auguste de Holstein-Gottorp (1673-1726) 
    -  Frédéric-Auguste (1711-1785), second comte d’Oldenbourg, puis, premier duc d’Oldenbourg
      -  Pierre-Frédéric-Guillaume (1754-1823), deuxième duc d’Oldenbourg

    -  Prince Georges-Louis de Holstein-Gottorp (1717-1763) 
      -  Pierre Ier (1755-1829), troisième duc d’Oldenbourg, puis, premier grand-duc d’Oldenbourg
        -  Auguste Ier (1783-1853), deuxième grand-duc d’Oldenbourg
          -  Pierre II (1827-1900), troisième grand-duc d’Oldenbourg
            -  Auguste II (1852-1931), quatrième et dernier grand-duc d’Oldenbourg, prétendant au trône oldenbourgeois
              -  Nicolas (1897-1970), grand-duc héréditaire d’Oldenbourg, prétendant au trône oldenbourgeois
                -  Duc Antoine-Gunther d’Oldenbourg (1937-2014), prétendant au trône oldenbourgeois
                  -  Duc Christian d’Oldenbourg (1955), prétendant au trône oldenbourgeois

 : Comte, duc ou grand-duc d’Oldenbourg.
 : Prétendant au trône d’Oldenbourg.
Gras : Chef de la lignée oldenbourgeoise de la maison de Holstein-Gottorp.
Remarque : le frère de Frédéric-Auguste et de Georges-Louis de Holstein-Gottorp ci-dessus, était Adolphe-Frédéric roi de Suède (d'où la suite des rois de Suède jusqu'à Charles XIII († en 1818).